# Robert Henri
Robert Henri (n. 24 iunie 1865, Cincinnati, Ohio, SUA – d. 12 iulie 1929, New York City, New York, SUA) a fost un pictor și educator american, una din figurile cele mai notabile ale curentului artistic cunoscut sub numele de Școala Ashcan, conform originalului Ashcan School.

## Viață timpurie
Robert Henri s-a născut ca Robert Henry Cozad în Cincinnati, Ohio ca fiu al Theresei Gatewood Cozad din Malden, Virginia de Vest al lui John Jackson Cozad, pasionat al jocurilor de noroc și investitor în proprietăți. Henri a avut un frate, Johnny, ambii fiind veri îndepărtați ai pictoriței americane Mary Cassatt.  În 1871, tatăl lui Henri a fondat localitatea Cozaddale în statul Ohio, pentru ca ulterior, în 1873, după ce familia s-a mutat în statul Nebraska, să fondeze o altă localitate, Cozad, Nebraska.

## Operă

Snow in New York 1902,
National Gallery of Art, Washington, DC

Între anii 1915 și 1927 Henri a fost unul dintre profesorii iubiți și influenți ai "Ligii studentilor de artă din New York" (conform originalului, Art Students League of New York). Ideile sale despre artă au fost adunate de fosta sa elevă Margery Ryerson și publicate într-o lucrare numită "Spiritul artei", conform originalului The Art Spirit, apărută la Philadelphia, în 1923.
În primăvara anului 1929, Robert Henri a fost ales ca unul dintre cei trei cei mai importanți artiști americani în viață de către Arts Council of New York. Din păcate, la puțin timp după aceea, în aceeași vară, Henri a decedat de cancer. În decursul anului 1931, a fost onorat cu o expoziție memorială care a fost organizată la The Metropolitan Museum of Art.

## Citate

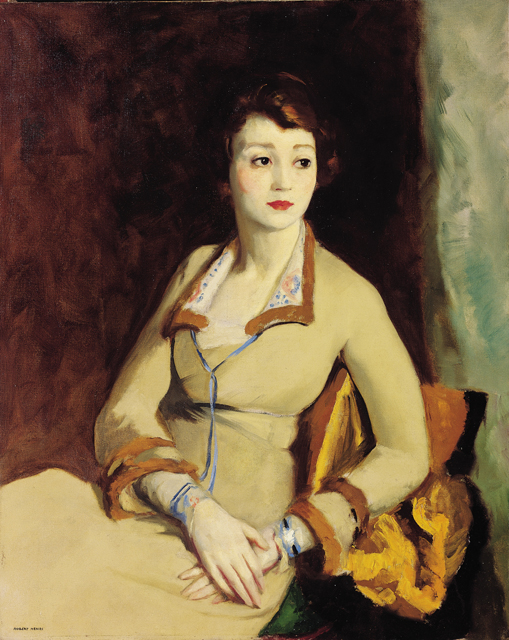
Portretul lui Fay Bainter, 1918

- "Este mai greu să vezi decât să exprimi. Întreaga valoare a artei rămâne în abilitatea artistului de a vedea bine ce a fost înaintea lui."
- "Arta nu poate fi separată de viață, fiind expresia celei mai mari nevoi a vieții, și prețuim arta nu pentru iscusința produsului, ci din pricina revelației unei experiențe de viață."
- "Pictează ce simți. Pictează ce vezi. Pictează ceea ce reprezintă adevărul pentru tine."
- "Diferiți bărbați sunt mișcați, iar pe alții îi lasă rece rândurile cu privire la natura lor. Ce te mișcă e frumos pentru tine."

- Scrisoarea deschisă a lui Robert Henri către Liga studentilor de artă despre Thomas Eakins (datată, 29 octombrie 1917):[8]

| “ | Thomas Eakins a fost un om cu un caracter minunat. Un om cu voință de fier pe care dorința de a picta și de a-și trăi viața după bunul său plac l-au înstăpânit. L-a costat enorm, dar în lucrările sale avem prețiosul rezultat al independenței, a inimii generoase și a strălucitei sale minți. Eakins a studiat viața în profunzime și umanitatea cu dragoste. Nu i-a fost frică de ceea ce i-au dezvăluit studiile. Viziunea lui nu a fost schimbată de modă. S-a străduit să înțeleagă forța constructivă din natură și a folosit în munca lui principiile găsite. Calitatea lui a fost cinstea. Integritatea este cuvântul care pare să i se potrivească cel mai bine. Personal consider că a fost cel mai bun pictor de portrete pe care America l-a produs. | ” |

## Vezi și

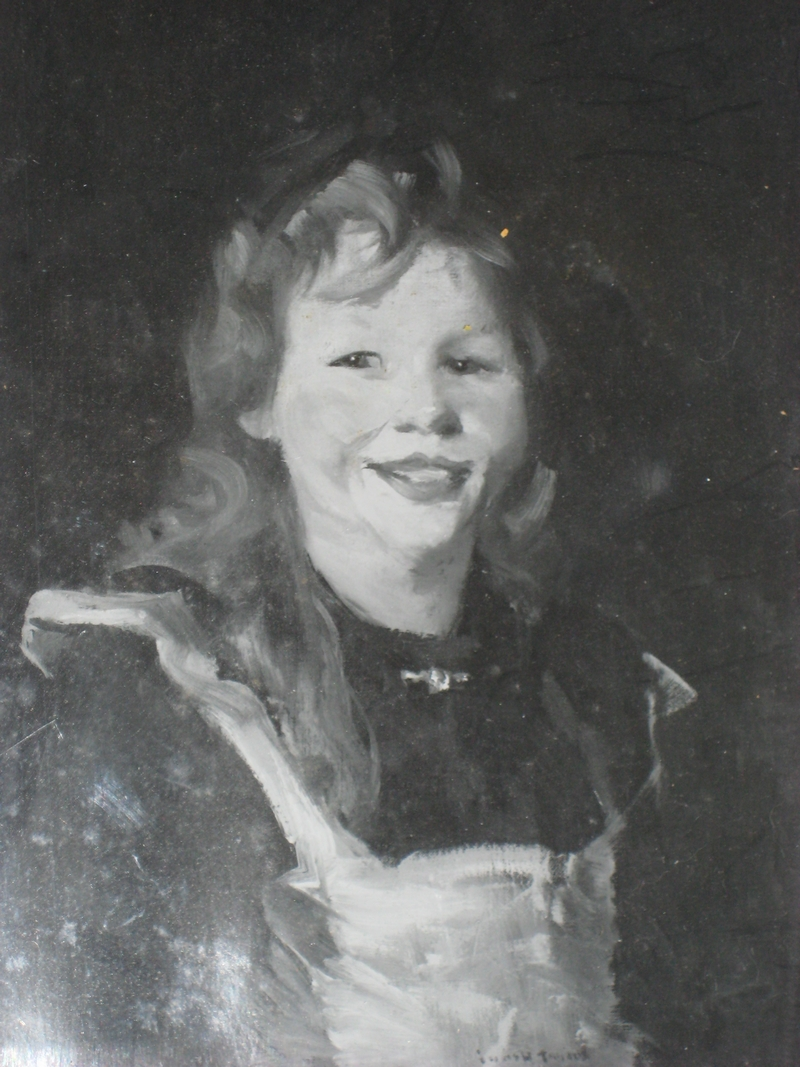
Dutch Girl, 1910, conform fotografiei originale a picturii din 1910, oferită de strănepotul fetei din fotografie